# Cộng hòa Viễn Đông
Cộng hòa Viễn Đông (tiếng Nga: Дальневосто́чная Респу́блика, ДВР, chuyển tự: Dalnevostochnaya Respublika, DVR, IPA: [dəlʲnʲɪvɐˈstotɕnəjə rʲɪsˈpublʲɪkə]), đôi khi được gọi là Cộng hòa Chita, là một nhà nước độc lập trên danh nghĩa, tồn tại từ tháng 4 năm 1920 đến tháng 11 năm 1922 tại các phần cực đông của Viễn Đông Nga. Mặc dù độc lập trên danh nghĩa, nó phần lớn chịu sự kiểm soát của Cộng hòa Xã hội chủ nghĩa Xô viết Liên bang Nga và mục đích chính của việc thành lập cộng hòa này là để tạo ra một hoãn xung quốc (nước vùng đệm) giữa CHXHCNXVLB Nga và các vùng lãnh thổ do Nhật Bản chiếm đóng trong Nội chiến Nga. Tổng thống đầu tiên của cộng hòa là Alexander Krasnoshchyokov.
Cộng hòa Viễn Đông giữ các lãnh thổ mà ngày nay là vùng Zabaykalsky, tỉnh Amur, tỉnh tự trị Do Thái, vùng Khabarovsk, và vùng Primorsky (khi đó là hai tỉnh Ngoại Baikal và Amur cùng vùng Primorsky) của Nga. Ban đầu, thủ đô đặt tại Verkhneudinsk (nay là Ulan-Ude), song từ tháng 10 năm 1920, thủ đô đã được chuyển đến Chita.
Sau khi Vladivostok thất thủ vào ngày 25 tháng 10 năm 1922, nội chiến chính thức được tuyên bố chấm dứt. Ba tuần sau đó, vào ngày 15 tháng 11 năm 1922, Cộng hòa Viễn Đông sáp nhập vào CHXHCNXVLB Nga.

## Lịch sử

### Thành lập
Việc thành lập Cộng hòa Viễn Đông như là một kết quả của Nội chiến Nga. Trong nội chiến, các thị trấn và thành phố ở vùng Viễn Đông Nga nói chung do các chính quyền địa phương kiểm soát, họ phối hợp ở mức độ nhất định với chính quyền Siberia Bạch vệ của Alexander Kolchak hoặc quân xâm lược Nhật Bản sau đó. Khi người Nhật rút ra khỏi các tỉnh Ngoại Baikal và tỉnh Amur vào mùa xuân năm 1920, đã xuất hiện một khoảng trống chính trị.
Một thể chế trung ương mới được thành lập tại Chita để quản lý "Cộng hòa Viễn Đông". Ban đầu, Cộng hòa Viễn Đông chỉ bao gồm khu vực xung quanh Verkhne-Udinsk, nhưng trong mùa hè năm 1920, chính quyền Xô viết ở lãnh thổ Amur đã chấp thuận gia nhập vào Cộng hòa Viễn Đông.
Cộng hòa Viễn Đông đã được hình thành hai tháng sau cái chết của Alexander Kolchak với sự hỗ trợ ngầm của chính quyền Xô viết Nga, chế độ này nhìn nhận nước cộng hòa này sẽ là một hoãn xung quốc tạm thời giữa Cộng hòa Xã hội chủ nghĩa Xô viết Liên bang Nga và các vùng lãnh thổ do Nhật Bản chiếm đóng. Nhiều thành viên của Đảng Cộng sản Nga đã không đồng tình với quyết định cho phép hình thành một chính phủ mới trong khu vực, họ cho rằng với xấp xỉ 4.000 thành viên thì họ có thể đoạt chính quyền về tay mình. Tuy nhiên, V.I. Lenin và các lãnh đạo khác trong đảng tại Moskva thì thấy rằng đó là một hành động có thể khiêu khích xấp xỉ 70.000 quân Nhật và 12.000 quân Mỹ, khiến họ có thể thúc đẩy tấn công hơn nữa.
Ngày 1 tháng 4 năm 1920, quân Mỹ do tướng William S. Graves chỉ huy đã rời khỏi Siberi, quân Nhật trở thành lực lượng chiếm đóng duy nhất trong khu vực cùng với những người mà Bolshevik buộc phải đối phó. Sự kiện này không thay đổi lập trường cơ bản của chính quyền Bolshevik tại Moskva, họ vẫn tiếp tục nhìn nhận việc thành lập một Cộng hòa Viễn Đông là một phần của Hòa ước Brest-Litovsk ở phía đông, giúp cho chế độ có một không gian hòa hoãn cần thiết để có thể khôi phục kinh tế và quân sự.
Ngày 6 tháng 4 năm 1920, một hội nghị hiến pháp được triệu tập một cách vội vàng đã được tổ chức tại Verkhneudinsk và tuyên bố thành lập Cộng hòa Viễn Đông. Những lời hứa hẹn đã được đưa ra, theo đó hiến pháp mới của nước cộng hòa sẽ đảm bảo các cuộc bầu cử tự do theo nguyên tắc phổ thông đầu phiếu, trực tiếp và bình đẳng; đầu tư ngoại quốc tại nước cộng hòa sẽ được khuyến khích.

Các thành viên trong Chính phủ Cộng hòa Viễn Đông

Cộng hòa Viễn Đông nằm dưới quyền kiểm soát của những người xã hội ôn hòa, họ chỉ được các thành phố khác trong khu vực công nhận một cách miễn cưỡng gần cuối năm 1920. Bạo lực, tội ác, và trả thù tiếp tục nổ ra một cách định kỳ trong 18 tháng sau đó.
Nhật Bản đã đồng ý công nhận "hoãn xung quốc" mới này trong một thỏa thuận ngừng bắn với Hồng quân ký ngày 15 tháng 7 năm 1920, trên thực tế bỏ rơi Ataman Grigory Semenov và những người Cossack của ông ta. Đến tháng 10, Semenov đã bị Hồng quân trục xuất khỏi căn cứ của mình tại Chita. Với việc loại bỏ Semenov, thủ đô của Cộng hòa Viễn Đông được chuyển về thành phố này.
Ngày 11 tháng 11 năm 1920, một quốc hội lâm thời đã tổ chức cuộc họp tại Vladivostok. Cuộc họp đã công nhận chính phủ tại Chita và định ngày 9 tháng 1 năm 1921 là ngày bầu cử Quốc hội lập hiến của Cộng hòa Viễn Đông. Một hiến pháp mới tương tự như Hiến pháp Hoa Kỳ đã được soạn thảo và được phê duyệt vào ngày 27 tháng 4 năm 1921.

### Đảo chính năm 1921
Tuy nhiên, nước cộng hòa dân chủ non trẻ đã bị các lực lượng cánh hữu bác bỏ. Ngày 26 tháng 5 năm 1921, một cuộc đảo chính của Bạch vệ đã diễn ra tại Vladivostok, với sự chống lưng của lực lượng chiếm đóng Nhật. Một hàng rào vệ sinh của quân Nhật đã bảo vệ những người nổi dậy, những người này đã lập nên một chính quyền mới được gọi là chính phủ Lâm thời Priamur. Một thời gian ngắn sau cuộc đảo chính, Ataman Semenov đã đến Vladivostok và cố gắng để tôn mình là tổng tư lệnh, song nỗ lực này đã thất bại.
Chính phủ Lâm thời Priamur đã cố gắng tập hợp các lực lượng chống Bolshevik khác nhau dưới ngọn cờ của mình, song đạt được ít thành công. Lãnh đạo của chính quyền này là hai doanh nhân Vladivostok, hai anh em S.D. và N.D. Merkulov, tuy nhiên, họ đã bị cô lập vào ngày 24 tháng 6 năm 1922 khi quân Nhật tuyên bố rằng họ sẽ rút toàn bộ quân lính khỏi Siberi vào cuối tháng 10. Hai anh em này bị lật đổ vào tháng 7, và người thay thế họ là M.K. Dieterichs.
Với việc Nhật Bản dần rút khỏi đất Nga trong suốt mùa hè năm 1922, sự hoảng loạn bao trùm lên cộng đồng Nga Trắng. Hồng quân cải trang thành quân đội của Cộng hòa Viễn Đông, khiến hàng nghìn người Nga chạy ra nước ngoài để thoát khỏi chế độ mới. Quân đội của Cộng hòa Viễn Đông tái chiếm Vladivostok vào ngày 25 tháng 10 năm 1922, sự kiện này trên thực tế đã kết thúc nội chiến Nga.
Với việc cuộc nội chiến kết thúc, vào ngày 15 tháng 11 năm 1922, Cộng hòa Viễn Đông được sáp nhập vào nước Nga Xô viết. Chính phủ Cộng hòa Viễn Đông tự mình giải thể và chuyển giao tất cả quyền hạn và lãnh thổ cho chính phủ Bolshevik tại Moskva.
Nhật Bản vẫn giữ miền bắc của đảo Sakhalin cho đến năm 1925, về bề ngoài là để đòi bồi thường cho việc thảm sát khoảng 700 thường dân và binh lính tại trại quân Nhật ở Nikolaevsk-na-Amure vào tháng 1 năm 1920. Thực tế tế là Nhật Bản đã trả đũa hành động của các du kích Nga bằng việc lấy đi gấp hai hay gấp ba số sinh mạng của Nga.

## Lãnh thổ và tài nguyên
Cộng hòa Viễn Đông gồm có bốn lãnh thổ của đế quốc Nga trước đó — Ngoại Baikal, Amur, Primorsky, và nửa phía bắc của đảo Sakhalin. Biên giới của đất nước tồn tại ngắn ngủi này giáp với bờ hồ Baikal ở phía tây, dọc theo biên giới phía bắc của Mông Cổ và Mãn Châu đến biển Nhật Bản và biển Okhotsk.
Tổng diện tích của Cộng hòa Viễn Đông được ước tính xấp xỉ 730.000 dặm vuông Anh (1.900.000 km2) với dân số vào khoảng 3,5 triệu người. Trong đó, ước tính có khoảng 1,62 triệu người Nga và trên 1 triệu người có nguồn gốc châu Á, với nguồn gốc gia đình ở Trung Quốc, Nhật Bản, Mông Cổ và Triều Tiên.
Cộng hòa Viễn Đông là khu vực khá giàu tài nguyên khoáng sản, bao gồm lãnh thổ sản xuất ra khoảng một phần ba sản lượng vàng của toàn Nga cũng như là nguồn sản xuất thiếc nội địa duy nhất của đất nước. Các loại khoáng sản khác tại Cộng hòa Viễn Đông bao gồm kẽm, quặng sắt và than đá.
Ngành ngư nghiệp tại tỉnh Primorsky cũng khá lớn, với sản lượng đánh bắt vượt Iceland với nguồn lợi phong phú về cá trích, cá hồi, và cá tầm. Cộng hòa cũng có nguồn tài nguyên rừng phong phú, bao gồm hơn 120 triệu mẫu Anh (490.000 km2) các cây thông, lãnh sam, tuyết tùng, dương, và bạch dương có thể thu hoạch.